# 黎承禮
黎承禮（1868年—1929年），字薇荪，号鲸庵，别署凫衣，湖南湘潭縣茶园铺皋山村人，清末翰林，篆刻大家。

## 生平
父黎培敬，官至贵州巡抚。光绪二十年（1894年）进士，同年五月，改翰林院庶吉士；光緒二十一年四月，散館，著以知县即用，外放四川崇寧縣知縣，光绪二十六年（1900年）辞官归里。宣统二年（1910年），任湖南高等学堂（湖南大学前身）监督。辛亥革命後，不再复出，以治印及诗文为乐。民國六年（1917年），举家迁居长沙青山祠。民國十八年（1929年）卒。

## 著作
黎承禮工詩文，有诗逾千首，文数百篇，由弟承福辑为《补读书掺诗文稿》八册。